# Felsőköcsény
Felsőköcsény (1899-ig Kucsin, szlovákul: Kučín) község Szlovákiában, az Eperjesi kerület Bártfai járásában.

## Fekvése
Bártfától 18 km-re délkeletre, a Tapoly bal oldalán fekszik.

## Története
A falut 1315-ben említik először a Perényiek birtokaként. Később az Illésházyak, majd a Duka család a birtokosai. 1787-ben 43 háza volt 311 lakossal.
A 18. század végén Vályi András így ír róla: „KUCSIN. Tót falu Sáros Várm. földes Ura G. Áspermont Uraság, lakosai katolikusok, fekszik Kurimához nem meszsze, mellynek filiája, földgyei jók, réttye is kétszer kaszáltatik, legelője szoros, de hasznos, piatzozó helye nints meszsze.”
1828-ban már 599 lakosa volt. Lakói mezőgazdasággal, állattartással foglalkoztak.
Fényes Elek 1851-ben kiadott geográfiai szótárában így ír a faluról: „Kucsin, Sáros vmegyében, tót falu, Kurimához 1/2 órányira, a Tapoly völgyében: 434 kath., 10 zsidó lak. Termékeny határ. F. u. a Fekete nemzetség. Ut. p. Bártfa.”
A trianoni diktátum előtt Sáros vármegye Girálti járásához tartozott.

## Népessége
| Év:            | 1994. | 2004.   | 2014.   | 2024.   |
| -------------- | ----- | ------- | ------- | ------- |
| Emberek száma: | 322   | 319     | 324     | 327     |
| Eltérés:       |       | -0,93 % | +1,56 % | +0,92 % |

| Év:            | 2023. | 2024.   |
| -------------- | ----- | ------- |
| Emberek száma: | 324   | 327     |
| Eltérés:       |       | +0,92 % |

1910-ben 301, túlnyomórészt szlovák lakosa volt.
2001-ben 479 lakosából 412 szlovák és 62 cigány volt.
2011-ben 317 lakosából 316 szlovák.